# Helena Kennedy
Pour les articles homonymes, voir Kennedy.
Helena Ann Kennedy, née le 12 mai 1950 à Glasgow, est une avocate britannique, diffuseuse, et membre travailliste de la Chambre des lords.
Elle est directrice du Mansfield College, Oxford de 2011 à 2018.

## Biographie

### Jeunesse et éducation
Kennedy est née en Écosse dans une famille catholique pratiquante. Elle est l'une des quatre sœurs nées de Joshua Patrick et Mary Veronica (née Jones) Kennedy, tous deux activistes travaillistes engagés. Son père, imprimeur du Daily Record, est un dirigeant syndical. Elle fréquente l'école secondaire Holyrood à Glasgow, où elle est nommée préfète en chef.
Kennedy assiste toujours régulièrement à la messe et affirme que son catholicisme « reste une part importante de ce que je suis », même si elle renie ses valeurs plus traditionnelles. Elle étudie ensuite le droit au Council of Legal Education de Londres.

### Carrière juridique
Parmi ses nombreux cas, Helena Ann Kennedy a agi en qualité d'avocate débutante pour la meurtrière d'enfants Myra Hindley lors du procès de cette dernière en 1974 pour avoir planifié sa fuite de Holloway.

### Vie politique
Kennedy se rebelle contre son représentant du parti à la Chambre des lords plus souvent que tout autre pair du parti travailliste, avec un taux de dissidence de 33,3 %. Elle préside la Charte 88 (1992-1997) et est étroitement affiliée à l'organisation caritative pour l'éducation Common Purpose.

### Vie académique
Kennedy est élue directrice du Mansfield College, Oxford en juillet 2010 et prend ses fonctions à partir de septembre 2011. Elle prend sa retraite en 2018 et devient chancelière de l'Université Sheffield Hallam le 26 juillet 2018

### Vie privée
Son premier partenaire est l'acteur Iain Mitchell, avec qui elle vit de 1978 à 1984 et avec lequel elle a un fils. En 1986, Kennedy épouse le docteur Iain Louis Hutchison (chirurgien), avec qui elle a une fille et un fils.

## Diffusion

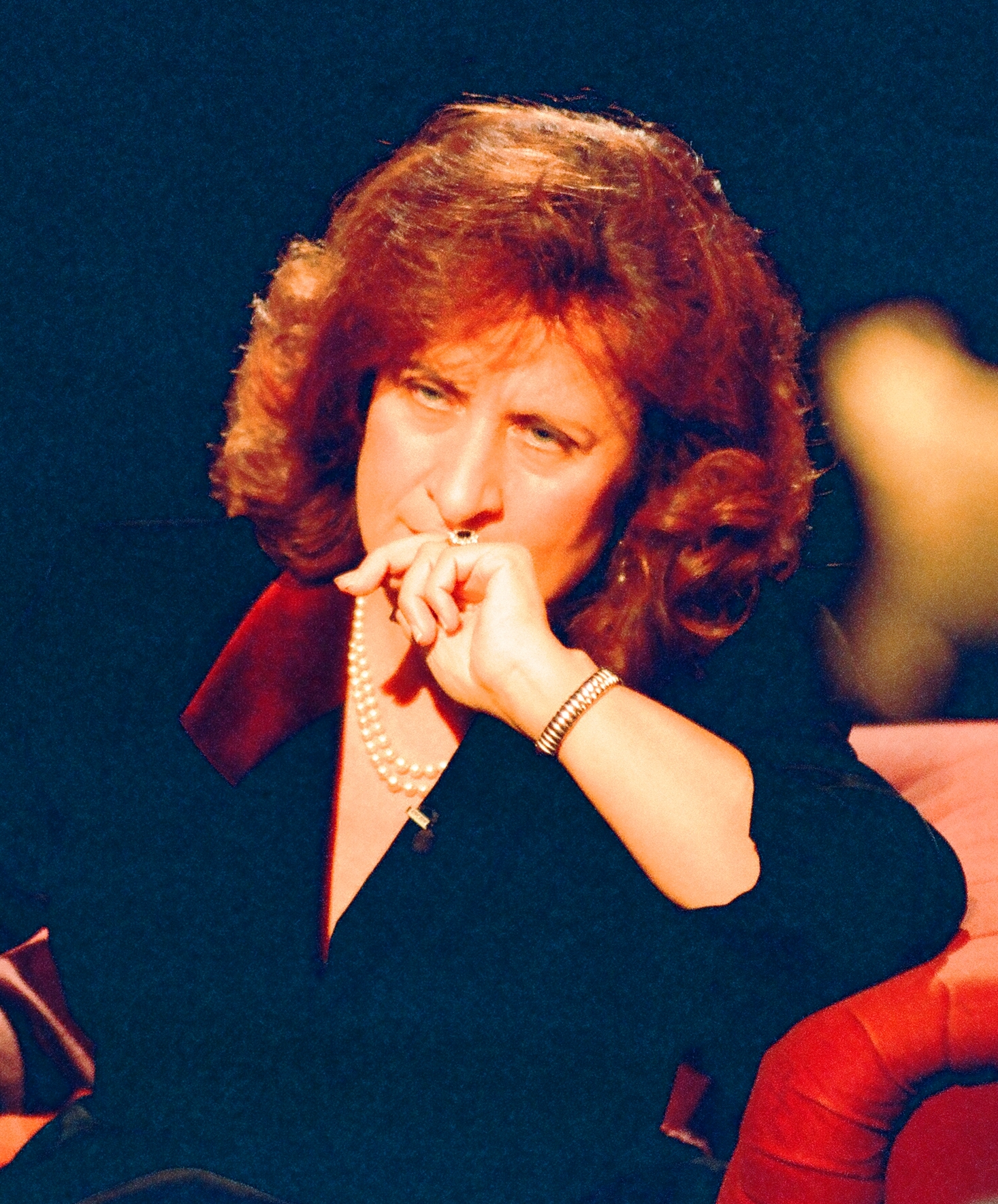
Presentatrice dAfter Dark en 1997

- Créatrice : Blind Justice, BBC TV, 1987
- Présentatrice : Heart of the Matter, BBC TV, 1987
- After Dark, Channel 4 et BBC4, 1987-2003
  - Elle présenta de nombreuses éditions de cette série, y compris l'épisode Drunk Oliver Reed, où l'acteur a insulté et tenté d'embrasser la féministe Kate Millett.
- Présentatrice : Raw Deal sur la négligence médicale, BBC TV, 1989
- Présentatrice : Le procès de L'amant de Lady Chatterley , BBC Radio 4, 1990
- Présentatrice : Time Gentlemen, Please, BBC Scotland, 1994 (gagnant, catégorie prix du programme de télévision, prix du journalisme industriel de 1994)
- Commissaire, Enquête de la BAFTA sur l'avenir de la BBC, 1990

## Direction public

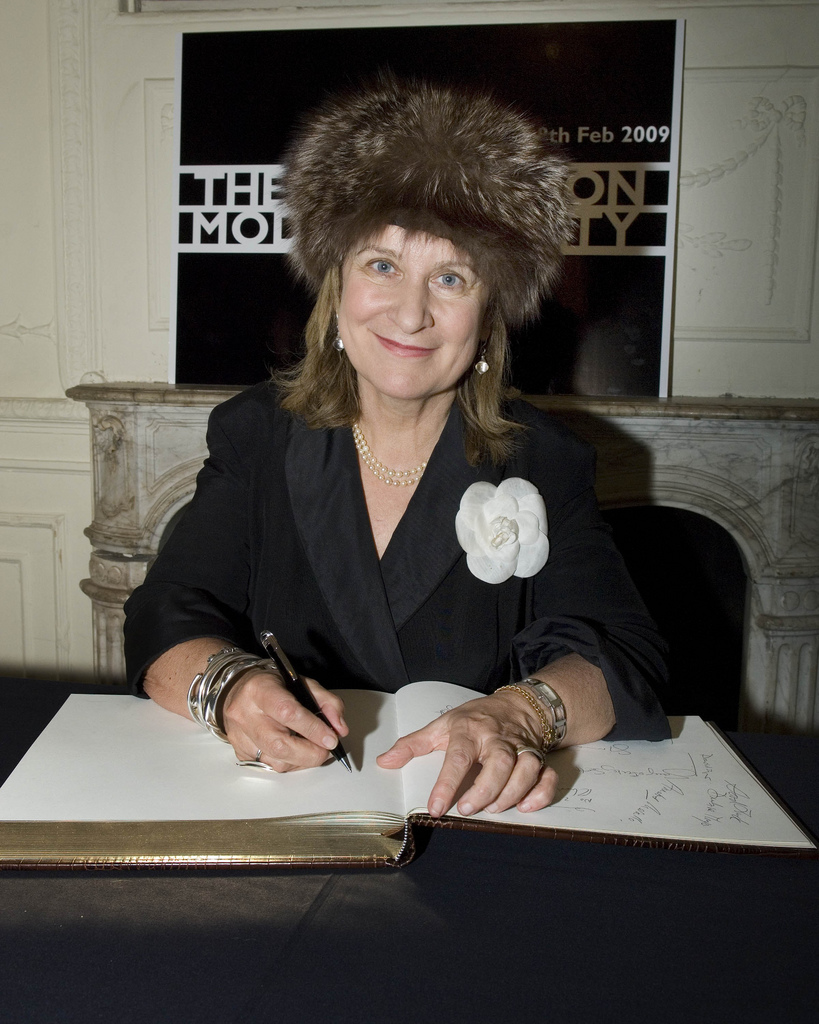
Kennedy signant la Convention sur la liberté moderne en janvier 2009

- Présidente de la Fondation Helena Kennedy[réf. nécessaire]
- Présidente du conseil des gouverneurs de l'École d'études orientales et africaines (SOAS)[6]
- Présidente, déjeuner des femmes de l'année (2010-2015)[7]
- Présidente de Justice[Quoi ?]
- Présidente du conseil d'administration du United World College of Atlantic[réf. nécessaire]

- Mécène, Burma Campaign UK, le groupe basé à Londres qui milite pour les droits de l'homme et la démocratie en Birmanie
- Membre du conseil d'administration de Independent News and Media
- Administratrice, Fondation KPMG
- Chancelière de l'université Oxford Brookes (1994-2001)

- Chancelière de l'université Sheffield Hallam (nommée en 2018)[8]

- Présidente de la Commission de génétique humaine (1998-2007).
- Présidente du Bureau national de l'enfance (1998-2005).
- Kennedy présida la Commission énergétique (novembre 2005-mars 2006), qui examina le problème du désengagement démocratique au Royaume-Uni. Un rapport mettant en évidence le mythe de l’apathie et le manque d’engagement politique fut redirigée.
- Présidente de Power 2010, qui visait à intégrer les concepts de la Commission de l' énergie aux élections générales du Royaume - Uni de 2010
- Membre du Conseil consultatif externe du World Bank Institute
- Membre du conseil d'administration du British Museum
- Vice-présidente de la société Haldane
- Vice-présidente de l'Association des femmes avocats

- Mécène, Festival international de théâtre de Londres[9]

- Mécène, Liberté
- Mécène, UNLOCK, Association nationale des ex-délinquants
- Mécène, Debt Doctors Foundation UK (DD-UK)
- Mécène, Université d'été Tower Hamlets
- Mécène, Rights Watch (Royaume-Uni)

- Mécène de SafeHands for Mothers, une organisation caritative basée au Royaume-Uni dont la mission est d'améliorer la santé maternelle et néonatale en exploitant la force visuelle, par la production de films[10].

- Présidente de la Commission d’enquête du conseil de Reading sur les aspects santé, environnement et sécurité de l’établissement d’armes atomiques à Aldermaston (rapport final Secrecy versus Safety, publié en 1994)
- Présidente, Enquête sur la mort subite du nourrisson dans les collèges royaux des pathologistes et des pédiatres (production d'un protocole d'enquête sur ces décès en 2004)
- Membre du conseil consultatif du Foreign Policy Center
- Ancienne membre britannique du groupe de travail sur le terrorisme de l'International Bar Association
- En tant que commissaire de la Commission nationale de l'éducation, elle présida un comité sur l'élargissement de la participation à l'éducation permanente et le rapport de la Commission, Learning Works, publié en 1997

.

## Publications
- Eve was Framed: Women and British Justice, 1993  (ISBN 0-09-922441-0)
- Just Law: The changing face fo justice and why it matters to us, 2004  (ISBN 0-09-945833-0)

## Distinctions

### Décorations
- Chevalier grand-croix de l'ordre du Mérite de la République italienne le 23 mars 2004[11].
- Commandeur de l'ordre des Palmes académiques en 2006.[réf. nécessaire]

### Sociétés savantes
- Membre du City and Guilds of London Institute (FCGI)
- Membre de l'Académie universelle des cultures (Paris)
- Membre honoraire du Collège royal des psychiatres, 2005
- Membre honoraire du Collège royal de pédiatrie et de santé infantile, 2005
- Membre honoraire de l'Institut d'études juridiques avancées
- Membre honoraire de l'université de Cambridge, 2010

- Membre honoraire de l'École d'études orientales et africaines (SOAS), 2011
- Membre honoraire de la Royal Society of Edinburgh (HonSdSE), 2014[12]

### Titres honorifiques
Elle a reçu plusieurs titres de docteur honoris causa :
- Université de Plymouth, en droit[13], 2012

- Université de Strathclyde
- université de Bristol